# 2014年熊本市長選挙
2014年熊本市長選挙（2014ねんくまもとしちょうせんきょ）は、日本の地方自治体である熊本市の執行機関である熊本市長を選出するために2014年（平成26年）11月2日に告示され、11月16日に投開票が行われた選挙である。

## 概要
幸山政史市長の任期満了に伴い実施された。熊本市では2012年の政令指定都市への移行後、初となる市長選となった。選挙戦の前には、当時3期目であった幸山市長が4選を目指し出馬するものと目されていたが、6月に記者会見を開き「立候補しないことを決断した」とし不出馬を表明した。
2014年11月2日に告示され、元県議の大西一史（自民党、公明党推薦）と元市議の下川寛、元会社役員の石原靖也の3氏が、いずれも無所属で立候補した。民主党、共産党は候補者を擁立できず、自主投票とすることを決めた。

## 基礎データ
- 選挙事由：任期満了
- 告示日：2014年11月2日
- 投票日：2014年11月16日

## 立候補者
3名、立候補届け出順。
| 氏名                           | 年齢 | 肩書             | ホームページなど                               |
| ------------------------------ | ---- | ---------------- | ---------------------------------------------- |
| 大西一史 （おおにし かずふみ） | 46   | 元熊本県議会議員 | 大西一史事務所 オフィシャルサイト              |
| 下川寛 （しもかわ ひろし）     | 54   | 元熊本市議会議員 | 下川寛 (kumamoto1ban) - Facebook               |
| 石原靖也 （いしはら やすなり） | 60   | 元会社役員       | 石原やすなり (@ishihara_kmmt) - X（旧Twitter） |

## 選挙結果
各候補の得票率
※当日有権者数：583,332人 最終投票率：40.32%（前回比：+4.14pts）
| 候補者名 | 年齢 | 所属党派 | 新旧別 | 得票数    | 得票率 | 推薦・支持         |
| -------- | ---- | -------- | ------ | --------- | ------ | ------------------ |
| 大西一史 | 46   | 無所属   | 新     | 129,994票 | 55.97% | 自民党・公明党推薦 |
| 石原靖也 | 60   | 無所属   | 新     | 76,508票  | 32.94% |                    |
| 下川寛   | 54   | 無所属   | 新     | 25,769票  | 11.09% |                    |

| 区     | 大西    | 大西  | 石原   | 石原  | 下川   | 下川  |
| 区     | 得票    | %     | 得票   | %     | 得票   | ％    |
| ------ | ------- | ----- | ------ | ----- | ------ | ----- |
| 合計   | 129,994 | 55.97 | 76,508 | 32.94 | 25,769 | 11.09 |
| 中央区 | 29,533  | 52.34 | 21,295 | 37.72 | 5,634  | 9.98  |
| 東区   | 31,773  | 54.47 | 18,396 | 31.54 | 8,158  | 13.97 |
| 西区   | 16,833  | 55.00 | 10,522 | 34.38 | 3,248  | 10.61 |
| 南区   | 23,796  | 58.71 | 12,438 | 30.69 | 4,299  | 10.61 |
| 北区   | 28,059  | 60.54 | 13,857 | 29.90 | 4,430  | 9.56  |